# Limitations de vitesse en Macédoine du Nord
Les limitations de vitesse en Macédoine du Nord (abréviation officielle: MK - pour "Makedonija") sont les suivantes :
- 50 km/h en ville
- 80 km/h hors agglomération
- 100 km/h sur routes nationales (à chaussées séparées)
- 120 km/h sur autoroute

## Autres règles
- Alcoolémie maximum autorisée au volant : 0,5 g/L d'alcool dans le sang[1]